# Burg Nishio

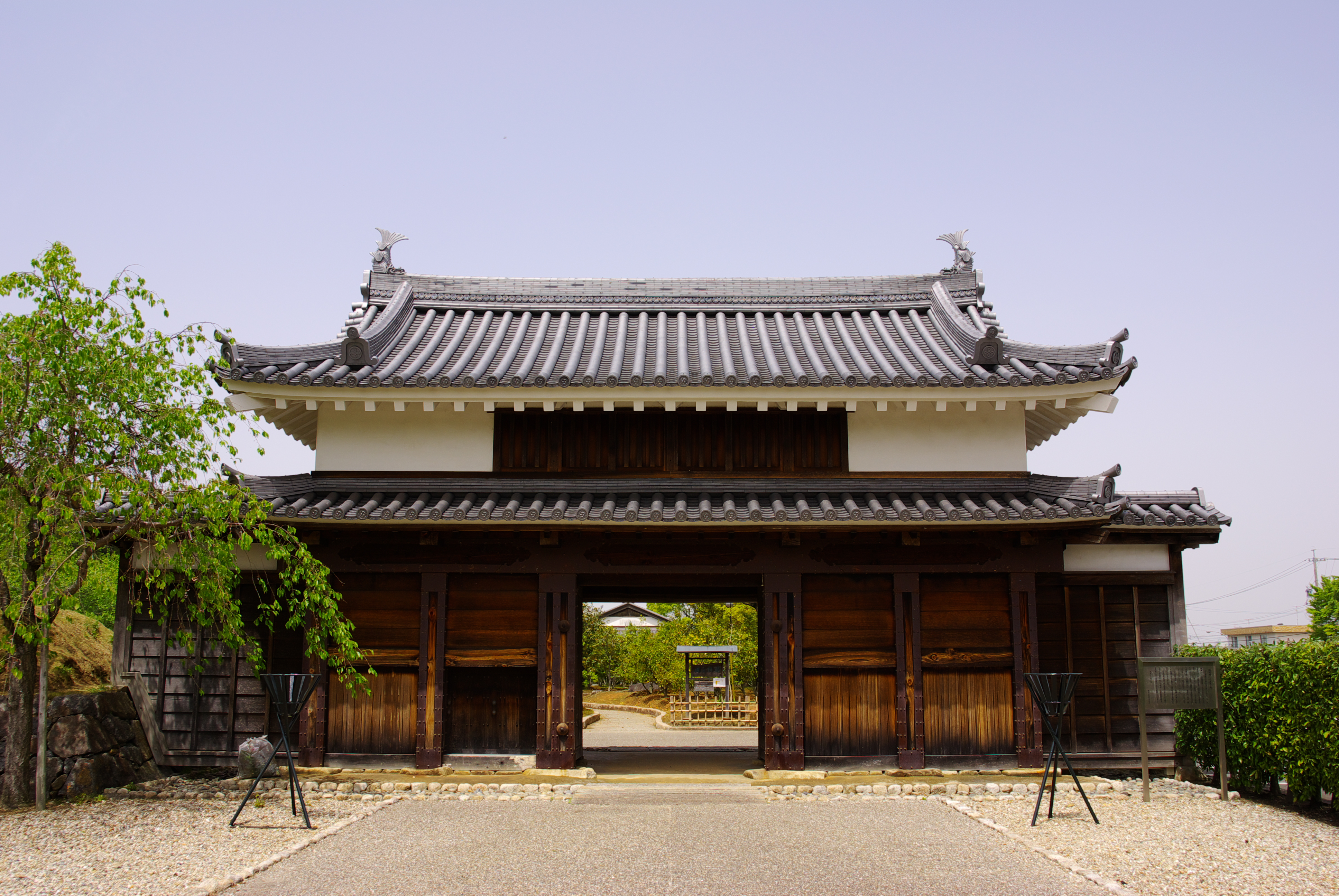
„Messing-Tor“

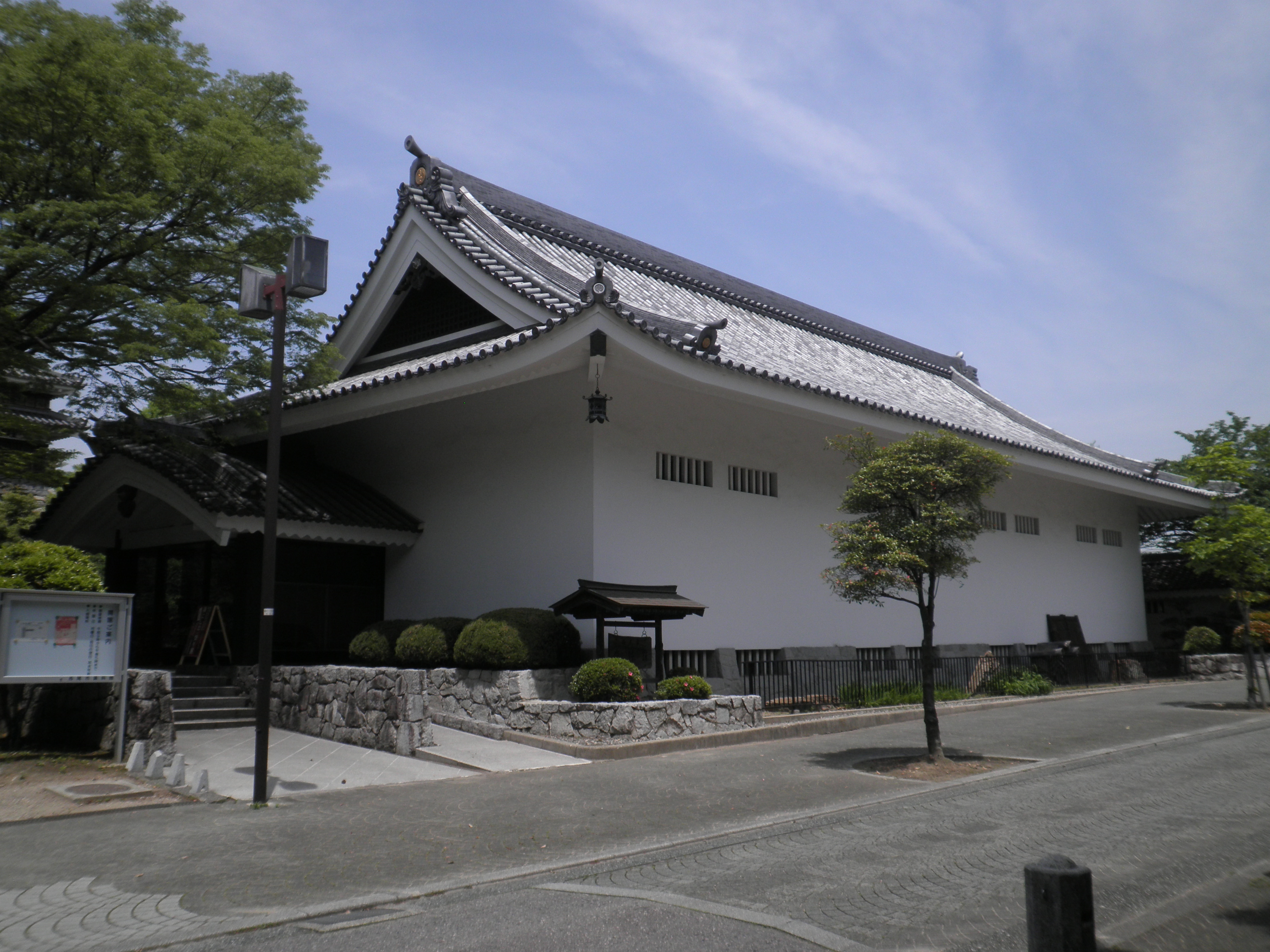
Geschichtsmuseum

Die Burg Nishio (japanisch 西尾, Nishio-jō) befindet sich in der Stadt Nishio in der Präfektur Aichi (früher Nishio, Kreis Hazu, Provinz Mikawa). In der Edo-Zeit residierten dort zuletzt die Ōgyū-Matsudaira als Fudai-Daimyō des Nishio-han.

## Burgherren in der Edo-Zeit
- Ab 1601 ein Zweig der Honda mit 20.000 Koku.
- Ab 1617 Matsudaira (Ōgyū) Narishige mit 20.000 Koku.
- Ab 1621 ein Zweig der Honda mit 35.000 Koku.
- Ab 1638 die Ōta mit 35.000 Koku.
- Ab 1645 die Ii mit 35.000 Koku.
- Ab 1659 die Mashiyama mit 20.000 Koku.
- Ab 1663 ein Zweig der Doi mit 23.000 Koku.
- Ab 1747 die Miura mit 23.000 Koku.
- Ab 1764 wieder die Ōgyū-Matsudaira mit 60.000 Koku.

## Geschichte
Ursprünglich hieß die Burg Saijō (西条城, Saijō-jō), sie soll in der Jōkyū-Zeit (1219–22), und zwar von Ashikaga Yoshiuji (足利 義氏), Aufseher über die Provinz Mikawa, errichtet worden sein. Von ihm stammten die Kira (吉良) ab, die die Burg als Wohnsitz nutzten. In der Sengoku-Zeit kam die Burg unter die Imagawa aus der Provinz Suruga. Als 1561 die Imagawa ihre Macht verloren, bemächtige sich Tokugawa Ieyasu der Burg und gab sie an seinen Hausverwalter Sakai Masachika (酒井 正親; 1521–1576).
Als Ieyasu 1590  die Kantō-Provinzen im Tausch gegen seine derzeitigen, mehr westlich gelegenen, erhielt, übernahm der Burgherr von Okazaki, Tanaka Yoshimasa (田中 吉政; 1548–1609), auch Nishio. Yoshimasa gab 1601 die Burg ab, die dann Honda Yasutoshi (本多 康俊; 1570–1622) fiel. Es folgte in der Edo-Zeit weitere sieben Versetzungen, bis 1764 Matsudaira Norisuke (松平 乗祐, 1715–1769) aus einer der Ōgyū-Linien die Burg übernahm. Diese Familie residierte dann dort bis 1868.

## Die Anlage
Die Burg Nishio liegt rund einen halben Kilometer westlich des Stadtzentrums mit dem Bahnhof Nishio. Sie ist zwischen dem Yahagi-Fluss (矢作川, Yahagi-gawa) und einem Nebenfluss desselben als Niederungsburg angelegt. Im Südwestteil des Burggeländes befand sich der zentrale Bereich, das Hommaru (本丸) und der zweite Bereich, das Ni-no-maru (二ノ丸), dazu ein Ost- (東ノ丸, Higashi-no-maru) und ein Nordbereich (北ノ丸, Kita-no-maru). Vorgelagert war der dritte Bereich, das San-no-maru (三ノ丸). Die Burg wurde darüber hinaus durch das Sumpfgebiet geschützt, in dem sie lag.
Die Gebäude der Burg wurden abgerissen, die Burggräben weitgehend zugeschüttet. Wieder errichtet wurde im Jahr 1996 der Ushitora-Wachturm und das Tor zum Ni-no-maru, das den Namen „Chūjaku-mon“ (鍮石門) trägt. Der Name verweist auf die Beschläge an den Flügeltüren, die in reinem Messing (Chū) bestanden.
Das Burggelände ist heute „Geschichtspark der Stadt Nishio“ (西尾市歴史公園, Nishio-shi rekishi kōen). Neben zwei Schreinen, dem Nishio-jinja (西尾神社) und dem Mitsuru Hachiman-gū (御鶴八幡宮) befindet sich dort ein im alten Stil errichteten Gebäude, das Museum Nishio (西尾市資料館, Nishio-shi shiryōkan).